# Strophanthus wightianus
Strophanthus wightianus är en oleanderväxtart som beskrevs av Nathaniel Wallich. Strophanthus wightianus ingår i släktet Strophanthus och familjen oleanderväxter. Inga underarter finns listade i Catalogue of Life.